# Páduai Antal szobra, Károly-híd
Páduai Szent Antal szobra Prágában a Károly híd északi oldalának 9. szobra Staré Město felől. Jan Oldřich Mayer alkotása 1707-ből.
Magas talapzaton áll. Szent Antal feje felett stilizált liliom van, bal kezében pedig a szent könyvről reá figyelő gyermek Jézus látható. 
Páduai Szent Antal a római katolikus egyház szentje; a szegények és egyben Portugália védőszentje. Az egyháztörténelem leggyorsabban szentté avatott embere volt, alig egy évvel halála után avatták szentté.